# Maria Piątkowska
Maria Piątkowska (* 24. Februar 1931 in Goleni, Rumänien, heute Republik Moldau als Maria Ilwicka; † 19. Dezember 2020 in Warschau) geschiedene Chojnacka, war eine  polnische Hürdenläuferin, Weitspringerin, Fünfkämpferin und Sprinterin.
Bei den Olympischen Spielen 1952 in Helsinki schied sie im Weitsprung und in der 4-mal-100-Meter-Staffel jeweils in der ersten Runde aus.
1954 wurde sie bei den Europameisterschaften in Bern jeweils Sechste im Weitsprung und im Fünfkampf und Fünfte in der 4-mal-100-Meter-Staffel.
Vier Jahre später gewann sie bei den Europameisterschaften 1958 Bronze mit der polnischen 4-mal-100-Meter-Stafette. Im Weitsprung wurde sie Sechste und im Fünfkampf Neunte.
Bei den Olympischen Spielen 1960 in Rom belegte sie im Weitsprung den elften Platz.
1962 holte sie bei den Europameisterschaften in Belgrad Bronze über 80 m Hürden und Gold mit der polnischen 4-mal-100-Meter-Stafette.
Bei den Olympischen Spielen 1964 in Tokio kam sie über 80 m Hürden auf den sechsten Platz.
1963 wurde sie polnische Meisterin über 60 m Hürden.
Sie war mit dem Diskuswerfer Edmund Piątkowski verheiratet.

## Persönliche Bestleistungen
- 100 m: 11,7 s, 20. Juli 1962, Warschau
- 80 m Hürden: 10,6 s, 16. September 1962, Belgrad
- Weitsprung: 6,10 m, 21. Juli 1959, Warschau
- Fünfkampf: 4658 Punkte, 6. Oktober 1963, Kassel